# 自己欺瞞
自己欺瞞（じこぎまん、英: Self-deception）とは、反対の証拠や論理的な議論の関連性、重要性、重要度を否定すること、あるいは合理化するプロセスのことである。
自己欺瞞は、欺瞞の自己認識を明らかにしないように、真実 (あるいは真実の欠如) を自分自身に納得させることを含んでいる。

## 簡単な歴史
フロイト派の意識と無意識の心の分析が支配的だった時代、1970年代の心理学者たちは、それら2つの一見別々の世界がどのように一緒に機能するのかに興味を持つようになった。この研究の流れに利用可能なメカニズムモデルが不足していたため、議論は決着がつかなかった。後に、焦点は社会心理学における視覚関連の研究にシフトした。

## 理論化

### 分析
自己欺瞞の伝統的なパラダイムは、対人的な欺瞞をモデルとしている。そこでは、Aが意図的にBに命題pを信じ込ませようとするが、その一方で¬p(pではない)が真であることを知っているか信じている。このような欺瞞は意図的なものであり、欺く者は¬pを知っているか信じており、欺かれる者はpを信じる必要がある。この伝統的な方法では、自己欺瞞者は(1)矛盾する信念を持ち(2)意図的に自分自身に、偽であると知っているか信じている信念を持たせなければならない。
しかし、合理化のプロセスは、自己欺瞞の意図を曖昧にする可能性がある。ブライアン・マクラフリンは、特定の状況下でのそのような合理化が、この現象を許容することを示している。pを信じていない人が、そのような活動に従事することで意図的に自分自身にpを信じさせようとしたり、pを信じ続けようとしたりし、その結果、偏った思考を通じて意図せずに自分自身をpを信じるように、またはpを信じ続けるように誤導した場合、その人は自己欺瞞に適した方法で自分自身を欺いているのである。このためには、欺瞞的な意図は必要ない。

### 心理学
自己欺瞞は、心理学的な文脈において、個人の本質、特に「自己」の本質について疑問を投げかける。非合理性は、自己欺瞞の議論されているパラドックスの基礎であり、すべての人が自己欺瞞のための「特別な才能」と能力を持っているわけではないと主張されている。しかし、合理化は社会化、個人的バイアス、恐怖、認知的抑圧など、無数の要因に影響される。そのような合理化は、肯定的にも否定的にも操作することができ、否定的な状況を楽観的に認識させたり、その逆を説得したりする。対照的に、合理化だけでは自己欺瞞のダイナミクスを効果的に説明することはできない。理性は、精神過程がとりうる適応形態の1つに過ぎないからである。

### パラドックス
哲学者アルフレッド・R・ミーレの研究は、自己欺瞞に関するより顕著なパラドックスのいくつかについて洞察を与えてきた。これらのパラドックスの2つには、自己欺瞞者の心の状態と自己欺瞞のダイナミクスが含まれており、それぞれ「静的」パラドックスと「動的/戦略的」パラドックスと名付けられている。

ミーレは、「静的」パラドックスの例を次のように定式化している。
ある人Aが別の人Bに何かpが真であると信じ込ませるとき、Aはpが偽であることを知っているか、真に信じているが、Bにpが真であると信じさせる。したがって、AがA(つまり自分自身)を欺いてpが真であると信じ込ませるとき、Aはpが偽であることを知っているか、真に信じているが、自分自身にpが真であると信じさせる。したがって、Aは同時にpが偽であると信じ、pが真であると信じなければならない。しかし、これはどのようにして可能なのだろうか。
次に、ミーレは「動的/戦略的」パラドックスについて述べている。
一般に、BがAの意図と計画を知っている場合、AはBに対して欺瞞的な戦略を成功裏に採用することはできない。これは、AとBが同一人物である場合にも当てはまるようである。潜在的な自己欺瞞者が自分の意図と戦略を知っていれば、それらを無効にしてしまうように思われる。一方で、自己欺瞞者が通常、自分が何をしているのかを知らずに自己欺瞞的戦略を成功裏に実行しているという示唆は、不条理に思われるかもしれない。なぜなら、一般に、行為者が自分の計画を効果的に実行するには、その計画とその目標を認識していることが必要だからである。では、一般に、行為者はどのようにして自己欺瞞的戦略を用いて自分自身を欺くことができるのだろうか。
これらのモデルは、どのようにして矛盾する信念を同時に持つことができるのか(「静的」パラドックス)、そして自分の意図を無効にすることなく自分自身を欺くことができるのか(「動的/戦略的」パラドックス)という疑問を投げかける。これらの解決への試みは、2つの学派を生み出した。1つは自己欺瞞の典型的な事例は意図的であると主張し、もう1つはその概念を否定する学派である。それぞれ意図主義者と非意図主義者と呼ばれる。
意図主義者は、自己欺瞞が意図的であることに同意する傾向があるが、それが矛盾する信念を持つことを必要とするかどうかについては意見が分かれる。この学派は、時間的分割(自己欺瞞者の利益のために時間をかけて延長し、欺瞞をすっかり忘れる可能性を高める)と心理的分割(「自己」のさまざまな側面を組み込む)の要素を取り入れている。
対照的に、非意図主義者は、自己欺瞞の事例は必ずしも偶発的ではないが、pまたはそれに関連する欲求、不安、またはその他の感情によって動機づけられていると考える傾向がある。この概念は、自己欺瞞を誤解から区別する。さらに、「希望的観測」は、自己欺瞞者が自己欺瞞的信念に反する証拠を認識するか、希望的観測者よりも大きな反証を認識せずに所有している点で、自己欺瞞とは区別される。
自己欺瞞のパラドックスに関しては、数多くの疑問と議論が残っており、合意されたパラダイムはまだ登場していない。

### トリヴァースの理論
人間は、ほとんどの人が信念に対して感情的な愛着を持っているため、自己欺瞞に陥りやすいと理論化されている。その信念は、場合によっては不合理なものかもしれない。ロバート・トリヴァースなどの一部の進化心理学者は、欺瞞が人間の行動、より一般的には動物の行動において重要な役割を果たしていると示唆している。 人は、真実ではないことを信じ込ませることで、その「真実」をより説得力を持って他人に納得させるために自分自身を欺く。人がこの真実ではないことを自分自身に納得させると、欺瞞の兆候をよりうまく隠すことができる。 トリヴァースは、2人の同僚(ダニエル・クリーグマンとマルコム・スラヴィン)と共に、「欺瞞のための自己欺瞞」の理論を適用し、ドナルド・トランプがどのようにして「大きな嘘」を大成功させることができたのかを説明した。
この考えは、以下の論理に基づいている。欺瞞は、種の間でも種内でも、自然界におけるコミュニケーションの基本的な側面である。それは、ある個体が他の個体に対して有利になるように進化してきた。警戒の叫び声から擬態まで、動物は生存のために欺瞞を使う。欺瞞をよく認識できる個体ほど、生存する可能性が高くなる。その結果、自己欺瞞行動は、欺瞞をよく認識する者から欺瞞をよりうまく隠すために進化したのである。トリヴァースの言葉を借りれば、「真実を自分自身から隠すことで、他人からより深く隠す」ということである。人間の場合、欺瞞的に行動しているという事実の自覚は、鼻孔の広がり、冷や汗、声の質と調子、目の動き、過度のまばたきなど、欺瞞の兆候につながることが多い。したがって、自己欺瞞によって個人が自分自身の歪みを信じることができれば、そのような欺瞞の兆候を示さず、真実を語っているように見えるのである。
自己欺瞞は、実際よりも大きく見せたり、小さく見せたりするために使うことができる。例えば、過剰な自信を示して配偶者を引き付けたり、過小評価して捕食者などの脅威を避けたりすることができる。自分の本当の感情や意図をうまく隠すことができれば、他人を欺くことに成功する可能性が高くなる。
欺瞞や自己欺瞞の能力が選択された形質ではなく、むしろ抽象的思考と呼ばれるより主要な形質の副産物であるとも考えられる。抽象的思考は、より柔軟で適応力のある行動を可能にするなど、多くの進化的な利点をもたらし、イノベーションにつながる。嘘は抽象概念であるため、それを生み出す精神プロセスは、抽象的思考を可能にするだけの脳の複雑さを持つ動物にのみ起こりうる。さらに、自己欺瞞は認知コストを下げる。つまり、あるものが本当に真実だと自分自身に納得させれば、そのものが真実ではないかのように振る舞ったり考えたりすることが簡単になる。真実のことと偽りのことを常に考えるのではなく、単に偽りのことが真実だと確信するだけでよいのである。

#### 進化的意味合い
欺瞞が存在するからこそ、欺瞞が起こったときにそれを認識するための強い選択が存在する。その結果、欺瞞の兆候を他者から上手く隠すために、自己欺瞞行動が進化するのである。欺瞞の存在は、欺瞞の兆候を隠すために自己欺瞞を行う生来の能力の存在を説明している。人間は自分自身を欺くことで、他人をよりうまく欺き、彼らに対して優位に立つのである。トリヴァースが自己欺瞞の適応理論を発表してから30年の間、このような行動の遺伝的基盤をめぐる議論が続いている。
欺瞞と自己欺瞞を生来の特性として説明することは、おそらく真実であるが、この行動パターンを説明する他の多くの説明が存在する。自己欺瞞の能力は生得的なものではなく、経験を通して獲得される学習された特性である可能性がある。例えば、隠そうとしていた情報を知っていることを明かすことで、欺瞞的であることがばれてしまったとする。鼻の穴が広がり、相手に嘘をついていることを示し、その結果、望むものを手に入れることができなかった。次に、より成功するために、知識を持っていることをより積極的に自分自身に欺くことで、欺瞞の兆候をよりよく隠すことができるようになる。したがって、人は自己欺瞞の能力を学習できる可能性がある。しかし、何かが学習されたからといって、それが生得的ではないことを意味するわけではない。学習されるものと生得的なものは、連携して機能する。このことは、進化心理学の多くの入門書で概説されている。例えば、準備性は、ある行動が他の行動よりも簡単に学習できる理由を説明するために、学習の中で起こる。進化心理学者は、学習が起こることを可能にする学習メカニズムが存在すると主張している。

### 医学
自己欺瞞は、境界性パーソナリティ障害、自己愛性パーソナリティ障害、演技性パーソナリティ障害など、いくつかの医学的疾患において重要な役割を果たしている。

## 例
自己欺瞞の単純な例としては、以下のような一般的な出来事が挙げられる。自分の飲酒が制御下にあると自己欺瞞しているアルコール依存症者、妻が不倫をしていないと自己欺瞞している夫、同僚の専門的な成功が冷酷な野心によるものだと自己欺瞞している嫉妬深い同僚など。
自己欺瞞の例は、ロバート・トリヴァースとヒューイ・P・ニュートンが発表した、エア・フロリダ90便墜落事故における乗務員の役割分析の形で示されている。

## 批判
欺瞞について意識していないことが嘘をつく際のボディランゲージの兆候を減らすという主張は、ボディランゲージが無意識のプロセスを明らかにするという意味でのボディランゲージの無意識の性質と矛盾しているとして批判されている。また、嘘をつくためにボディランゲージを進化的に選択することは、そのような信号の欠如を単に選択するのではなく、嘘をつくことを明らかにするボディランゲージを存在させることになるため、説明できないとも批判されている。
無意識の欺瞞は意識的な欺瞞よりもコストがかからないという考えは、無意識の嘘の後に意識的な作話を作り出すプロセスが、単に意識的な嘘をつくよりも多くの脳のプロセスを必要とすることを指摘して批判されている。
自己欺瞞の概念は、自己欺瞞の概念に対するあらゆる批判を自己欺瞞そのものとして分類できるため、その反証可能性を失い、したがって非科学的になるとして批判されている。また、自己欺瞞の概念は、自己修正されない方法で自己確認するような形で、あらゆるものを自己欺瞞として分類できるため、一般的に科学の障害になるとも批判されている。
他人を傷つけることから喜びを得る個人は、被害者が傷つけられなかったと信じ込むように自己欺瞞するという仮定は、被害者が傷ついたことを知っていることを楽しんでいるのであれば、そのような自己欺瞞は喜びを増やすのではなく減らすことになるため、その前提自体と矛盾しているとして批判されている。

## 関連文献

### 書籍
- Hållén, Elinor (2011). A Different Kind of Ignorance: Self-Deception as Flight from Self-Knowledge. Diss. Uppsala: Uppsala Universitet. ISBN 978-91-506-2206-5.
- Leadership and Self Deception, by Arbinger Institute. ISBN 978-1-57675-977-6
- Anatomy of Peace: Resolving the Heart of Conflict, by Arbinger Institute. ISBN 978-1-57675-334-7
- McLaughlin, Brian P. & Amélie Oksenberg Rorty (eds.) (1988). Perspectives on Self-Deception. California UP: Berkeley etc. PhilPapers: MCLPOS
- Trivers, R. (2011). The Folly of Fools: The Logic of Deceit and Self-Deception in Human Life. Basic Books. ISBN 978-0-465-02755-2

### 論文
- Teorema, Vol. XXVI/3, Monographic on Self-Deception: Conceptual Issues, Autumn 2007
- Behavioral and Brain Sciences, Vol. 20 (1), 1997.
- Van Leeuwen, D. S. Neil (2007). “The Spandrels of Self-Deception: Prospects for a Biological Theory of a Mental Phenomenon”. Philosophical Psychology 20 (3):  329–348. doi:10.1080/09515080701197148.
- Gadsby, Stephen, (2021), "Imposter Syndrome and Self-Deception", Australasian Journal of Philosophy. doi:10.1080/00048402.2021.1874445